# Оскар Лафонтен
Оскар Лафонтен (нім. Oskar Lafontaine; 16 вересня 1943, Саарлуї) — німецький державний і політичний діяч.

## Життєпис
Оскар Лафонтен народився в 1943 році. Батько Ганс, за професією пекар, загинув на Другій світовій війні. Оскар виховувався матір'ю разом з двома братами-близнятами. Лафонтен закінчив католицьку гімназію в місті Прюм, а пізніше за сприяння католицької освітньої організації Cusanuswerk зміг прослуховувати курс фізики в Боннському і Саарськом університетах. У 1969 році закінчив інститут, захистивши диплом на тему про вирощування монокристалів титаніту барію.
Ще в студентські роки в 1966 році він вступив в СДПН, з котрою пов'язана більша частина його політичної біографії, а вже через два роки був обраний членом ради земельної організації партії, в 1977 році став головою Саарської СДПН і залишався на цій посаді до 1996 року. З 1970 по 1975 рік Лафонтен був депутатом ландтагу. У 1985 році він став першим за історію Саара прем'єр-міністром — соціал-демократом, а потім ще двічі, в 1990 і 1994 році, повторив свій успіх і залишив цю посаду лише в 1998-му.
У 1987 році Віллі Брандт офіційно запропонував кандидатуру Оскара Лафонтена як свого наступника на посту голови СДПН. Лафонтен відмовився, проте став одним із заступників нового голови Ганса-Йохана Фогеля (Hans-Jochen Vogel), представляючи ліве крило партії. Водночас Лафонтен очолив комісію, яка займалася розробкою нової політичної програми соціал-демократів, яка і була прийнята на берлінському з'їзді партії в 1989 році. Серед іншого, в програмі СДПН говорилося про необхідність докладати всіх зусиль до справи роззброєння, що в ту пору було дуже своєчасним кроком.
Варто відзначити, що Лафонтен і раніше виступав за роззброєння: зокрема, в кінці 1970-х — початку 1980-х він висловився різко проти так званого «подвійного рішення» НАТО, яке передбачало розміщення в Європі американських ракет середнього радіуса дії "Першинг-2 "і крилатих ракет, і навіть зажадав виходу ФРН з НАТО. Разом з Ергардом Епплером (Erhard Eppler) він очолив внутрішньопартійну опозицію «подвійним рішенням». У 1982 році Лафонтену і Епплеру вдалося залучити на свій бік більшість членів СДПН, що призвело до падіння коаліційного уряду соціал-демократа Гельмута Шмідта та лібералів. Це подія сама по собі дуже показова, бо показує, що Лафонтен готовий був позбавити влади власну партію заради відстоювання своїх політичних переконань.
Деякі критики вже тоді говорили, що Лафонтен як ніхто інший вміє загострювати суперечності і руйнувати єдність, однак це не завадило йому стати кандидатом у канцлери від СДПН на виборах до бундестагу в 1990 році. Вибори 1990-го року розгорталися під знаком майбутнього об'єднання Німеччини, і Лафонтен висунув свою концепцію цього процесу. Зокрема, він висловився проти валютного союзу ФРН і НДР, бо вважав, що тим самим східнонімецька промисловість і сільське господарство виявляться неконкурентоспроможними, що призведе до появи мільйонів безробітних і погіршить соціальне становище по всій Німеччині. Лафонтен вимагав покрокового реформування економіки НДР, щоб поступово адаптувати її до ринку.
У цілому Лафонтен, як і багато соціал-демократи, вважав, що східним німцям потрібно надати можливість самим, без тиску Заходу, провести у себе політичні та економічні реформи, а вже потім на рівних думати про об'єднання. Він спирався на традицію соціал-демократичного інтернаціоналізму, заявляючи, що національна єдність має стати результатом, а не умовою вирівнювання рівня життя. У принципі, Лафонтен вважав, що в умовах європейської інтеграції, коли Європа перетворюється на спільний дім, створення єдиного німецької держави може бути навіть не потрібно, а то й викличе непотрібне занепокоєння у сусідів. І він ще раз дав зрозуміти, що об'єднана Німеччина не повинна бути членом НАТО, назвавши подібні пропозиції «історичною нісенітницею».
Складно сказати, як пройшло б об'єднання Німеччини, якщо б Оскар Лафонтен зміг продовжити передвиборну боротьбу. Але він не зміг: 25 квітня під час передвиборного виступу в Кельні на нього напала психічно неврівноважена Адельгайд Штрайдель (Adelheid Streidel) і важко поранила його, вдаривши ножем в шию і ледь не пошкодивши політику сонну артерію. За той час, поки Лафонтен одужував, СДПН відхилилася від запропонованого ним курсу, уряд Гельмута Коля провів закон про валютний, економічний і соціальний союз, а 20 і 21 вересня 1990 бундестаг і бундесрат, в тому числі і депутати від СДПН, схвалили Договір про об'єднання, яке офіційно відбулося 3 жовтня. Альтернативна концепція Лафонтена вже була нікому не потрібна, і не дивно, що на перших загальних для ФРН і НДР парламентських виборах, що відбулися в грудні 1990 року, СДПН зазнала нищівної поразки, набравши лише 33,5 відсотка голосів.
Лафонтен залишився в опозиції. Йому вдалося заблокувати в бундестазі і бундесраті кілька важливих законодавчих ініціатив уряду Коля. Перед парламентськими виборами в бундестаг 1994 Лафонтен разом зі Шредером і Рудольфом Шарпінгом входив у так звану «трійку» головних політичних лідерів СДПН. Потім між Шарпінгом і Лафонтеном розгорілася неабияка боротьба: Шарпінг виступив за те, щоб дозволити Бундесверу брати участь в операціях НАТО за межами «зони відповідальності» Північноатлантичного альянсу (тоді саме розгорталася війна на Балканах), однак Лафонтен виголосив на партійному з'їзді в Мангеймі патетичну промову: у підсумку в 1995 році Шарпінг був змушений піти з посади голови СДПН, а його місце дісталося Лафонтену.
До виборів 1998 року Оскар Лафонтен був знову на коні, однак поступився місцем кандидата в канцлери Герхарду Шредеру. Шредер у своїх мемуарах пригадує, що Лафонтен вважався зіркою соціал-демократів, в той час як сам Шредер мав славу за сухого прагматика і технократа, «нездатного зігріти душу партії». Разом вони складали своєрідний тандем серця і голови, але і це не пояснює в достатній мірі дії Лафонтена. Політики домовилися, що якщо Шредер виграє вибори в Нижній Саксонії, то стане кандидатом у канцлери. Так і сталося, однак сам Шредер вважає, що Лафонтен фактично відмовився від канцлерства через непереборний страх перед новим замахом.
Однак Лафонтен зовсім не збирався відмовлятися від лідерства і мав намір грати першу скрипку, ставши в 1998 році на чолі одного з ключових міністерств — міністерства фінансів. Поступово в уряді склалися два полюси влади — Шредер і Лафонтен, що фактично паралізувало його роботу. Положення ускладнювалося тим, що Герхард Шредер, дотримуючись концепції «третього шляху», мав намір провести низку ліберальних реформ, а представник лівого крила Лафонтен, навпаки, пропонував підвищити оподаткування заможніших верств суспільства. Прагматик Шредер прямо заявив на засіданні уряду, що «керувати державою всупереч економіці не можна» і що «так далі тривати не може».
Потім зі служби канцлера був організований витік, що через конфлікти з Лафонтеном Шредер планує піти у відставку. І хоча прес-служба все спростувала, в цьому важко було не помітити спробу тиску на голову СДПН, а то й зовсім шантаж, бо з відходом Шредера йшов весь кабінет. Лафонтен, ймовірно, зрозумів, що сили склалися не на його користь. У березні 1999 року він в один день пішов відразу з посади міністра, з посади голови СДПН, склав свої депутатські повноваження і повернувся в Саар. Спроби Шредера зв'язатися з Лафонтеном телефоном не вдалися. Сам Лафонтен пізніше, у приватній розмові, заявив: «У мене була альтернатива убити тирана або піти».
Надалі Лафонтен, перебуваючи у внутрішньопартійної опозиції, не соромився критикувати соціальну політику уряду, особливо ініційовану в 2003 році програму ліберальних реформ «Порядок денний — 2010», за відхід від соціал-демократичних цінностей на користь неолібералізму. Однак його фронда приводила лише до зростання ізоляції всередині партії. У 2005 році колишній наступник Віллі Брандта остаточно порвав з СДПН, вступивши в «Виборчу ініціативу за працю та соціальну справедливість» (WASG), яка в 2007 році, об'єднавшись з Партією демократичного соціалізму (ПДС) — спадкоємицею правлячої в НДР комуністичної СЄПН, перетворилася на партію «Ліві». Нова партія залучила до своїх лав лівих соціал-демократів, а також відтягнула частину електорату СДПН.
На кількох минулих в 2009 році земельних виборах «Ліві» несподівано для багатьох показали високі результати. У рідному для Лафонтена Саарі з 2,3 відсотка у 2004 році «Ліві» стрибнула до 21,3 відсотка, зайнявши друге місце. Аналогічна ситуація склалася в Тюрингії, де на земельних виборах партія набрала 27,4 відсотка голосів. Успіх також сприяв лівим в Бранденбурзі. Підйом «Лівих» проходив на тлі спаду популярності соціал-демократів, які очікувано програли вибори до бундестагу. Здавалося, що Лафонтен нарешті виграв у центристів Шредера заочну боротьбу за СДПН — принаймні, у ФРН почало активно обговорюватися питання про створення «червоно-червоних» урядових коаліцій на земельному рівні, а в Бранденбурзі такий кабінет був сформований.
Але 23 січня 2010 на засіданні правління партії «Ліві» її лідер Оскар Лафонтен заявив, що піде з поста голови і відмовляється від депутатського мандата в бундестазі. Причиною стала хвороба: у минулому році у Лафонтена виявили рак передміхурової залози, в листопаді він переніс успішну операцію. Оскар Лафонтен залишив за собою лише посаду голови фракції «Лівих» в ландтазі Саара: він повернувся туди, звідки почав свою яскраву і суперечливу політичну кар'єру в 1970 році.